# OMXH25
OMX Helsinki 25 ( OMXH25, tidligere HEX25) er et aktieindeks for Helsinki Stock Exchange. Det er markedsværdi vægtet indeks som består af de 25 mest omsatte aktier på Helsinki Børs. En aktie kan højest vægte 10 % af aktieindekset. Dette er indført primært for at begrænse Nokias vægtning i indekset, men også Fortum og Sampo har fået begrænset deres vægtning.

## Højest vægtede aktier
Per 1. august 2011 var de højest vægtede aktier i indekset:
- Nokia 10 %
- Sampo 10 %
- Fortum 9,96 %
- KONE 8,65 %
- UPM 7,41 %